# Kościół św. Stanisława Biskupa i Męczennika w Sromowcach Wyżnych
Kościół św. Stanisława Biskupa i Męczennika w Sromowcach Wyżnych – rzymskokatolicki kościół  parafialny pw. św. Stanisława Biskupa i Męczennika, znajdujący się w miejscowości Sromowce Wyżne.

## Historia
Tutejsza parafia została erygowana w 1327 roku, lecz w późniejszym okresie zanikła. 
Najdawniejsza wzmianka o kościele w Sromowcach pochodzi z 1614 lub 1634 roku. Wtedy to Dunajec w wyniku powodzi porwał kościół wraz z innymi okolicznymi zabudowaniami. Kolejny drewniany kościół spalił się w roku 1734. Pierwszy murowany kościół został tu wzniesiony w 1875 roku przy współudziale Marcelego Feliksa Drohojowskiego, właściciela dóbr czorsztyńskich. Do 1943 roku kościół nie był kościołem parafialnym, w XIX wieku Sromowce Wyżne należały do parafii Wszystkich Świętych w Krościenku nad Dunajcem, a następnie do parafii św. Mikołaja w Maniowach, jednak w Sromowcach Wyżnych zawsze rezydował osobny kapłan, jedynie akta parafialne były przechowywane w Maniowach.
W 1982 wyburzono dawną, kamienną świątynię i w latach 1982–1984 wybudowano nowy, większy kościół. Kamień węgielny poświęcił papież Jan Paweł II w czerwcu 1983 roku. Konsekracji 23 maja 1992 roku dokonał arcybiskup krakowski kardynał Franciszek Macharski, który podarował kościołowi relikwie św. Stanisława, umieszczając je w ołtarzu.
W dniu 5 kwietnia 2020 roku w czasie mszy świętej w Niedzielę Palmową w kościele tym doszło do (szeroko komentowanej w ogólnopolskich środkach masowego przekazu) interwencji policji w związku z naruszeniem przez tutejsze duchowieństwo i wiernych narodowej kwarantanny, wprowadzonej przez polski rząd na skutek globalnej pandemii koronawirusa SARS-CoV-2. Ówczesne regulacje przeciwepidemiczne określały maksymalną liczbę uczestników zgromadzeń publicznych i uroczystości religijnych do 5 osób, natomiast w kościele zgromadziło się wtedy ponad 60 wiernych. Proboszcz został pouczony, jednak w związku z poważnym naruszeniem dopuszczalnych norm sprawa została skierowana do sanepidu. Sanepid ukarał proboszcza karą administracyjną w wysokości 10 tys. zł za niezastosowanie się do obowiązujących obostrzeń sanitarnych.
Tradycyjnie w tym kościele odbywa się msza święta inaugurująca sezon flisacki na Dunajcu.

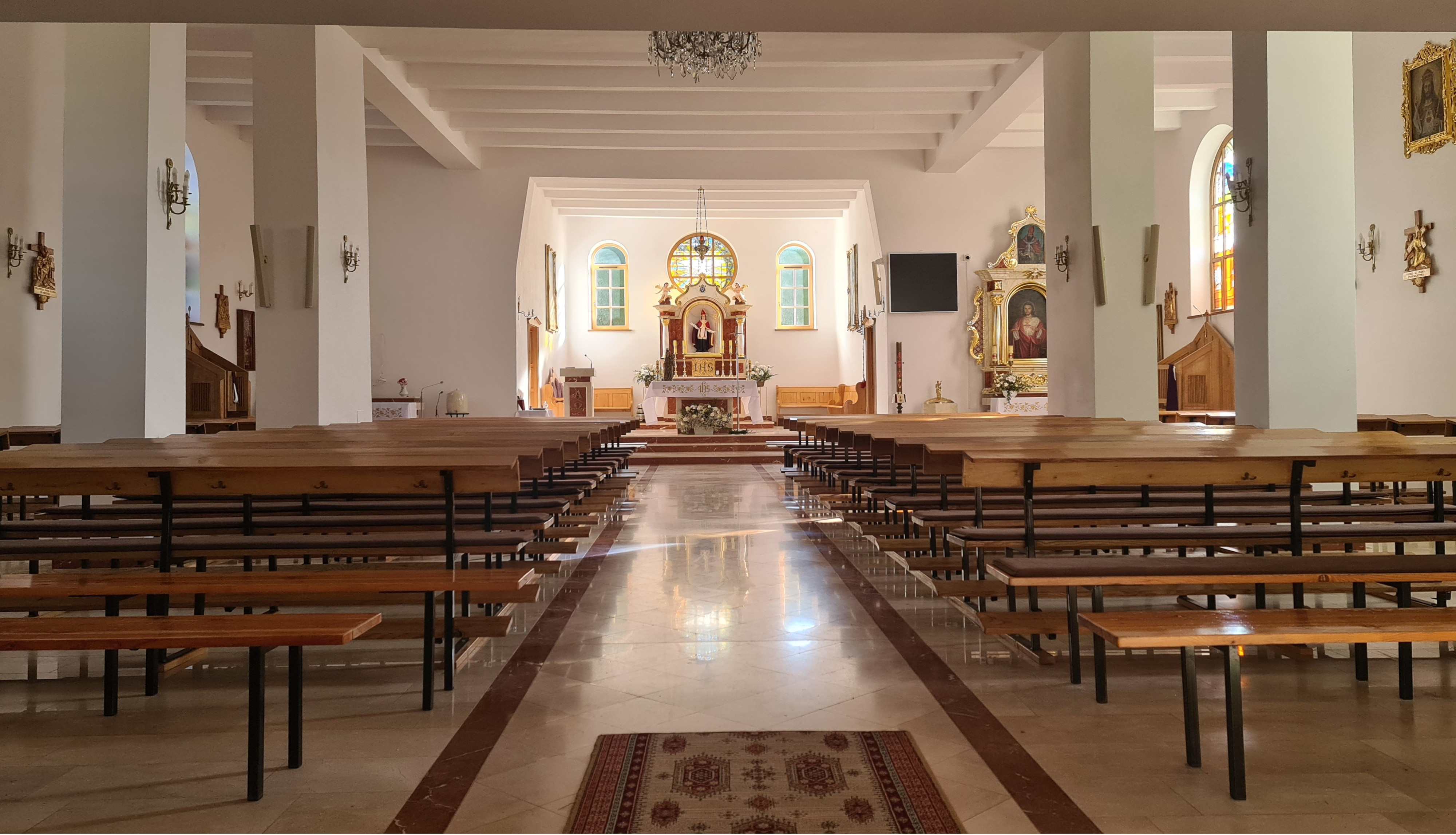
Wnętrze kościoła
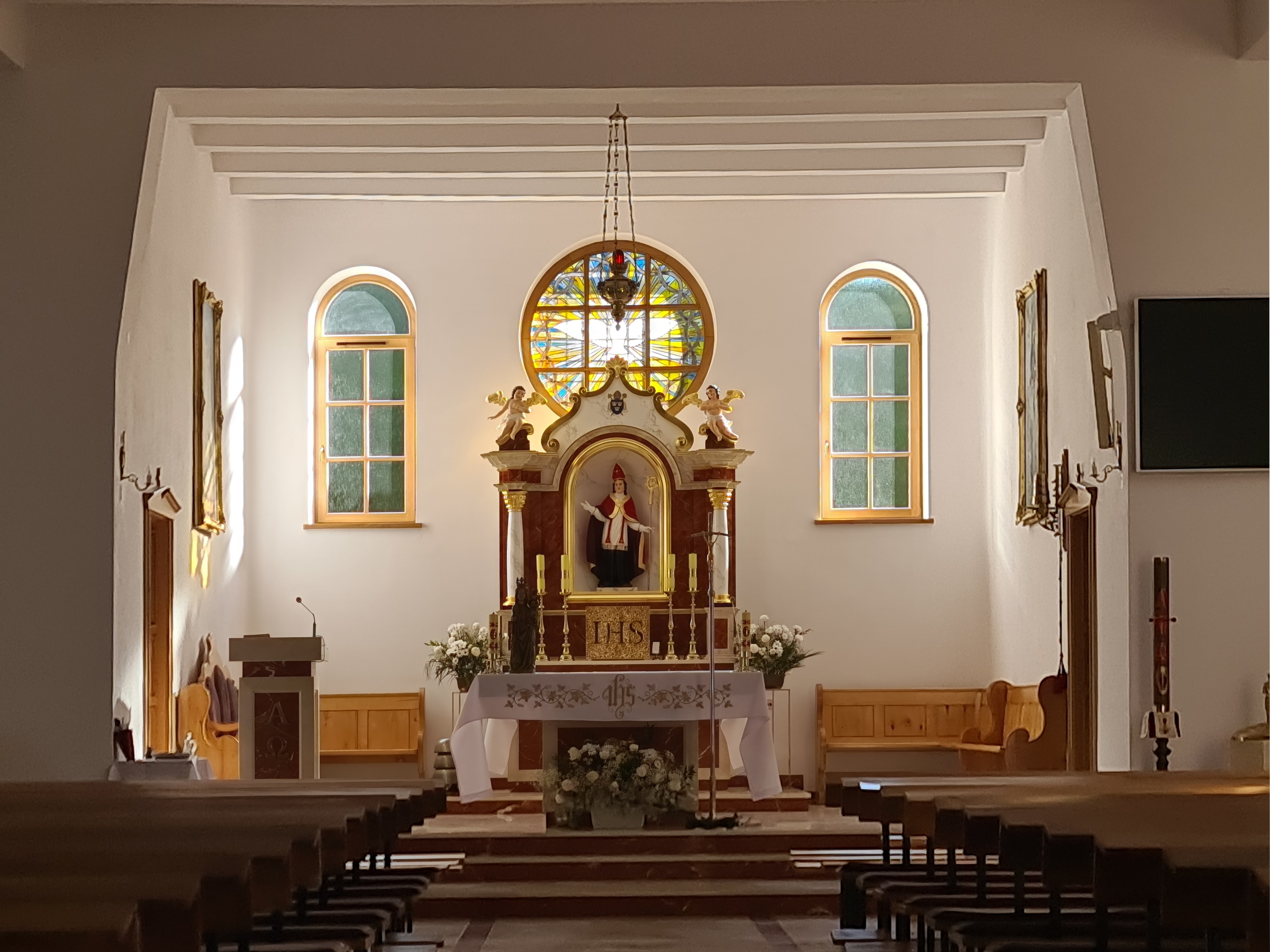
Ołtarz kościoła
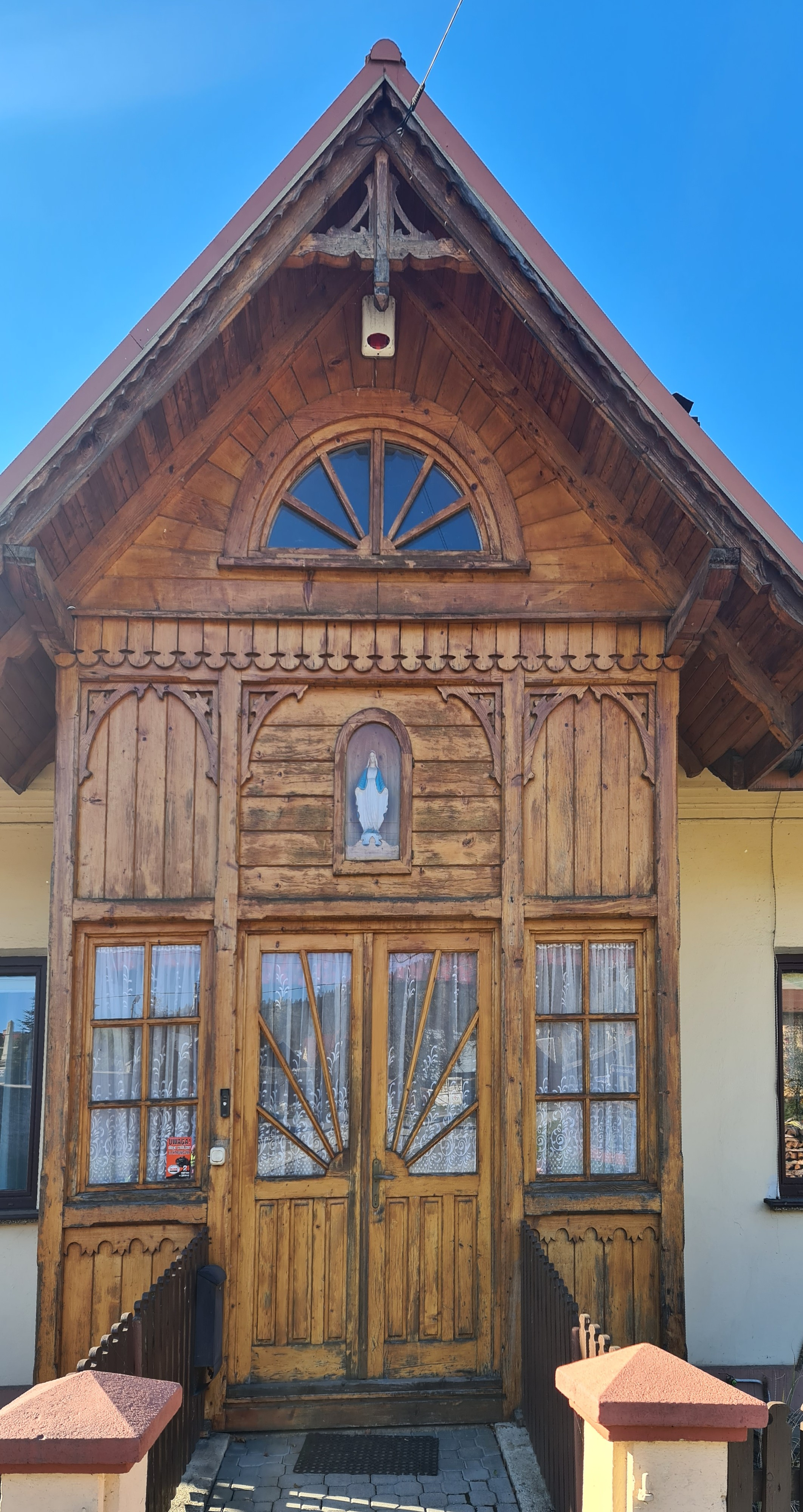
Plebania przy ulicy księdza Józefa Kosibowicza 2

## Organy
Tutejsze organy zostały zbudowane przez Gustava Heinzego z Żar dla kościoła w Wysokiej (obecnie powiat zielonogórski). Po II wojnie światowej zostały one przewiezione do Ołtarzewa, a następnie w 1952 roku do Sromowców Wyżnych. W latach 1990 i 2002 organy były przebudowywane. Jest to prospekt jednosekcyjny, trójpolowy, neogotycki, o skali manuałów C-f3 i skali pedału C-d1.
Kościół uczestniczył w paru edycjach organowego Letniego Festiwalu „Pieniny-Kultura-Sacrum” w Krościenku nad Dunajcem.

## Otoczenie
Kościół i przyległy do niego cmentarz obwiedziony jest kamiennym ogrodzeniem. Przed wejściem do kościoła znajduje się kilka obelisków nagrobnych upamiętniających członków rodziny Drohojowskich, byłych właścicieli tutejszych dóbr.

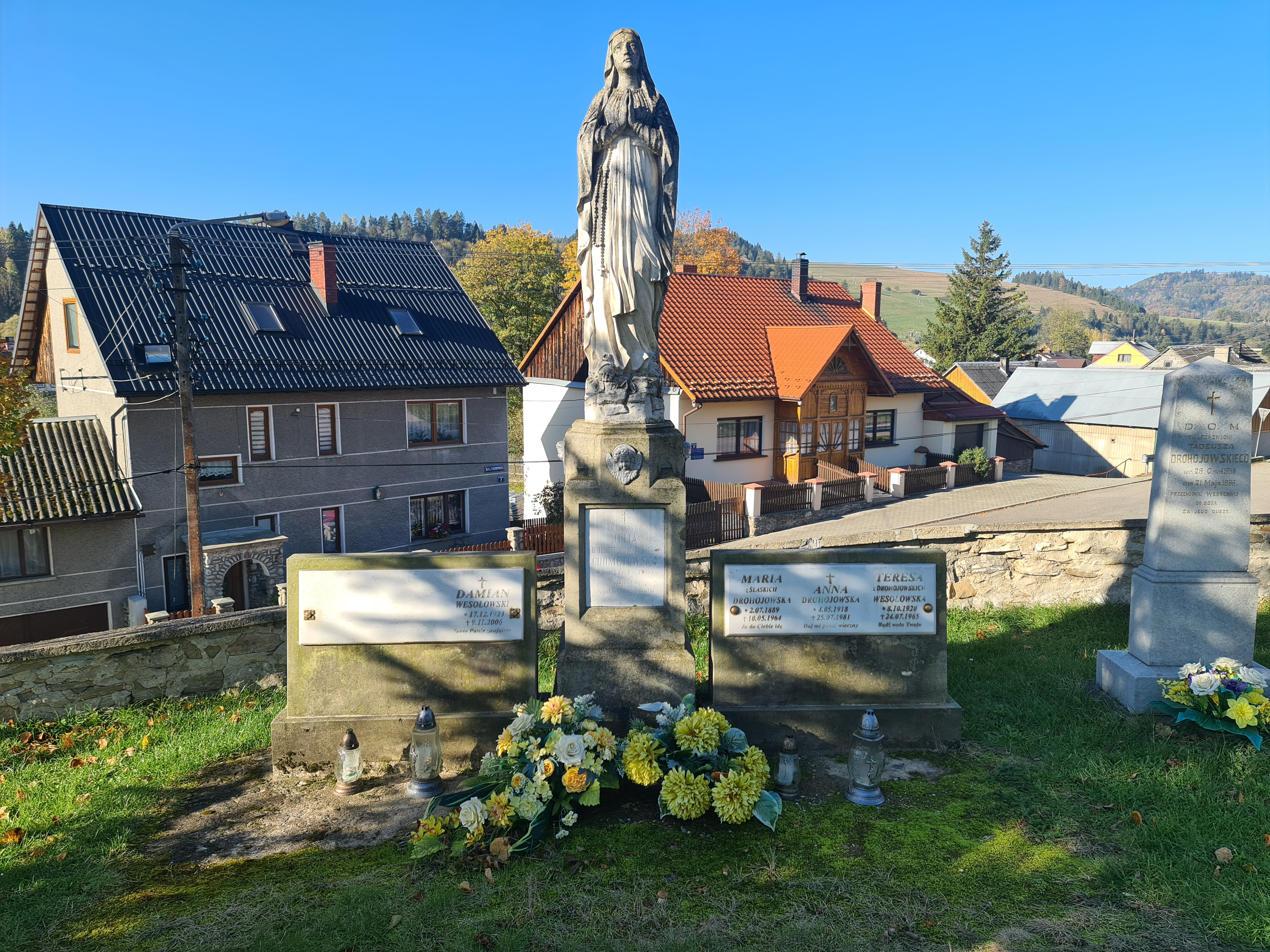
Nagrobek z lewej strony (patrząc od strony kościoła)
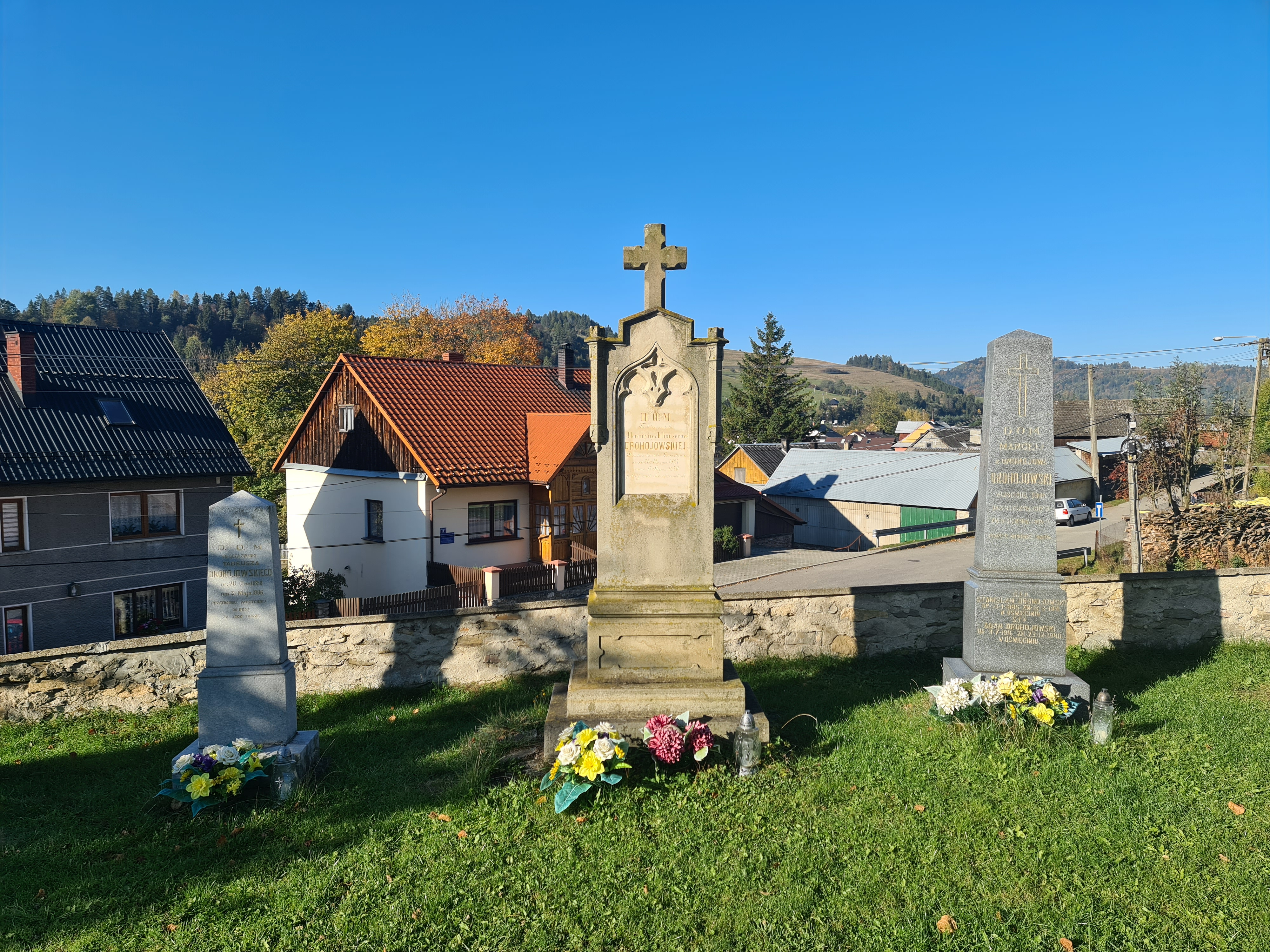
Nagrobki w środkowej części
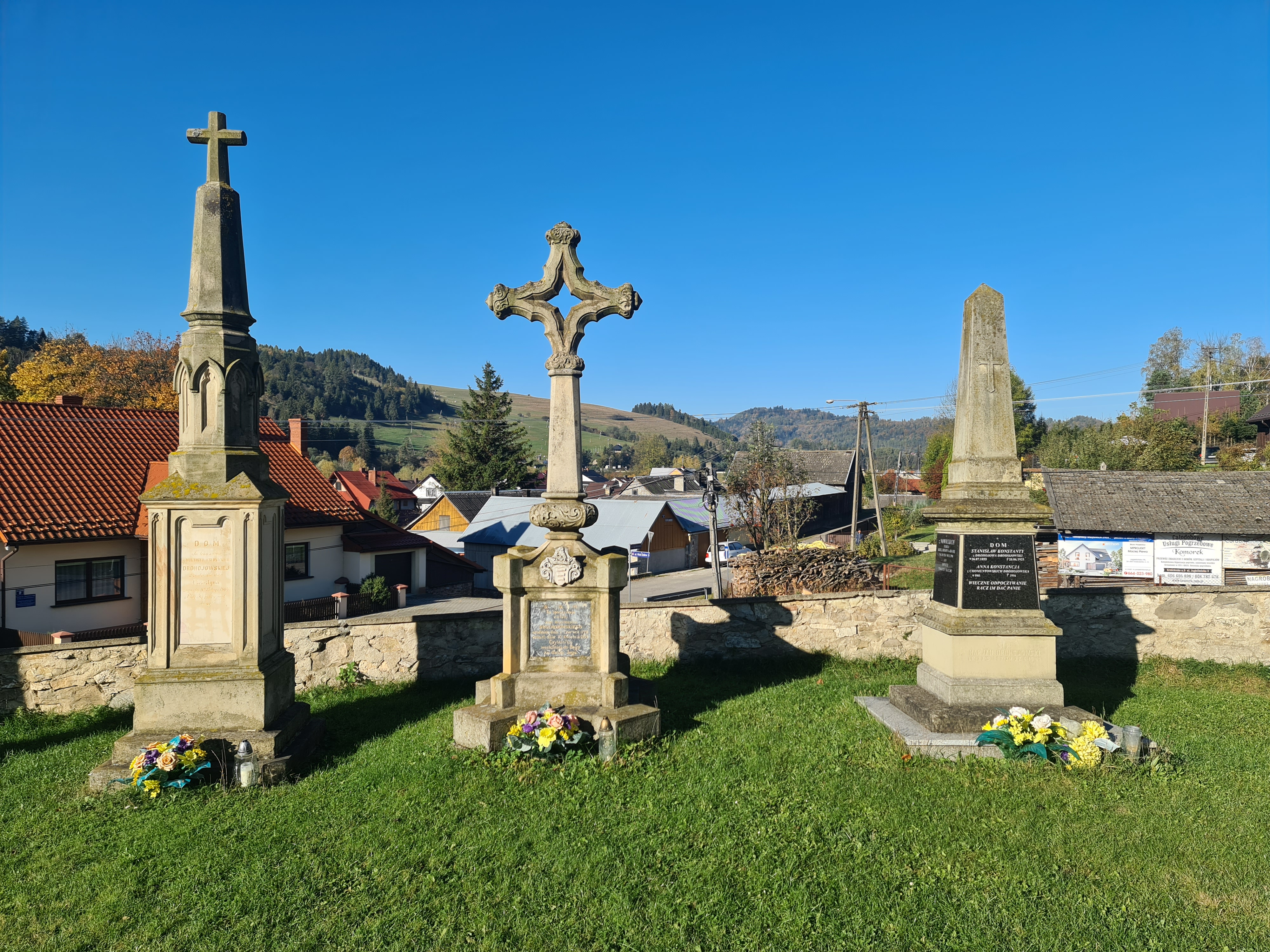
Nagrobki z prawej strony